# Марсианские сферулы

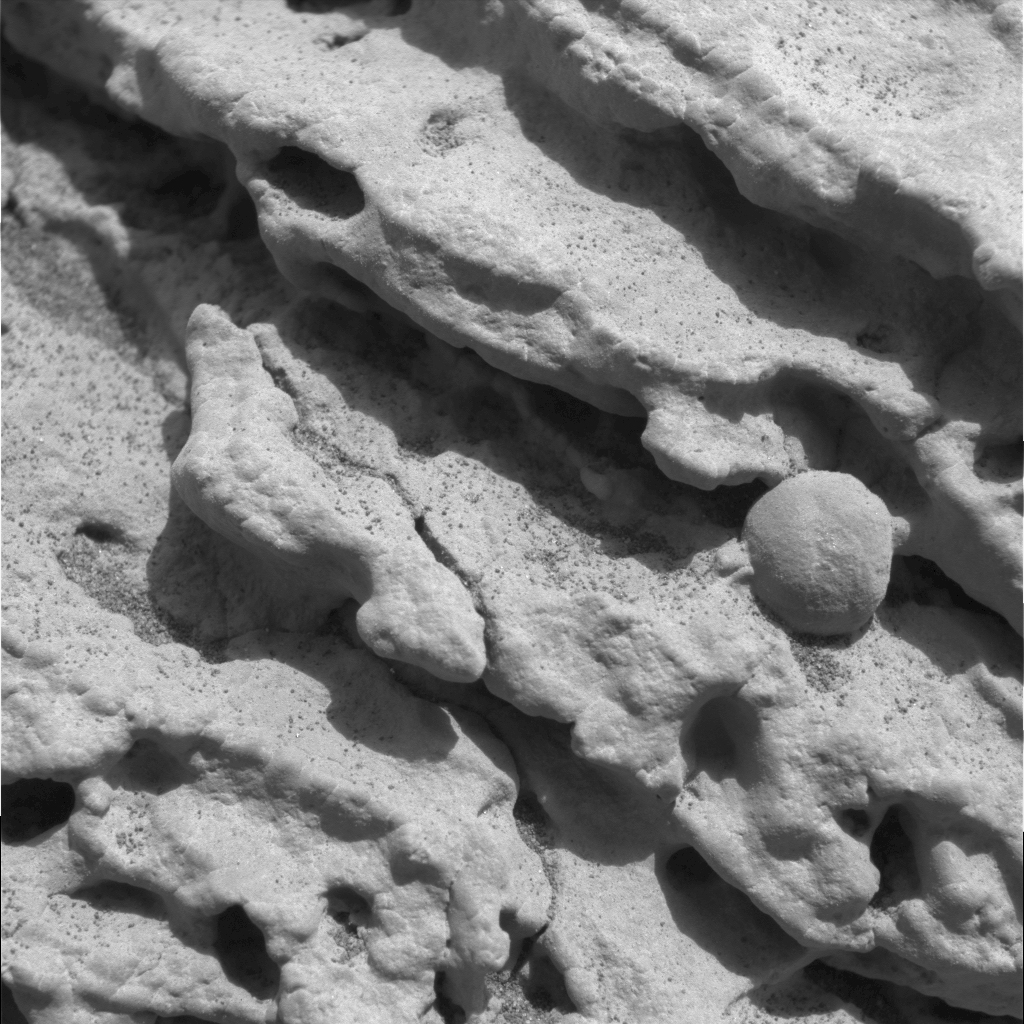
Сферулы в слоях происхождения

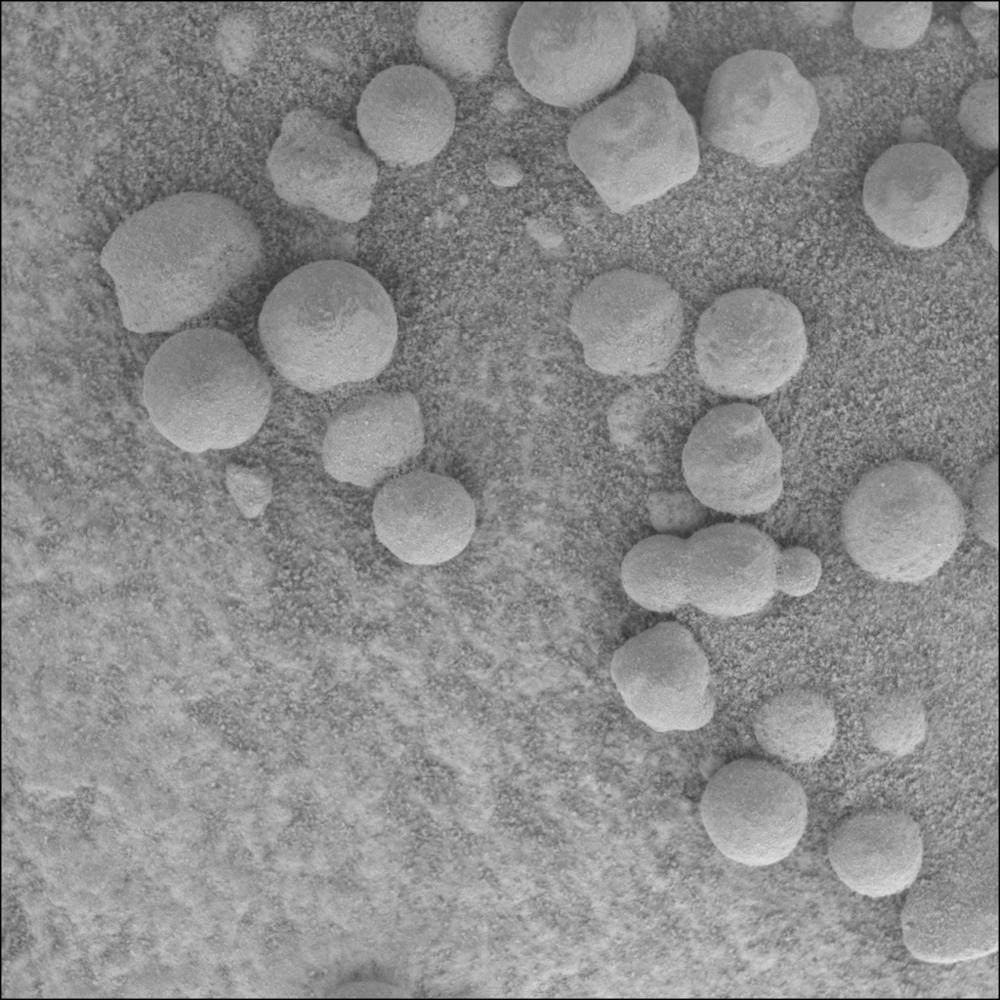
Фото марсианских сферул.

Марсианские сфе́рулы (также известные как черничины (англ. blueberries) из-за синеватого оттенка на псевдоцветных снимках, выпущенных НАСА) — сферические гематитовые включения, обнаруженные марсоходом «Оппортьюнити» на Плато Меридиана на Марсе. Их находят in situ, встроенными в эвапоритовые матрицы из сульфатных солей, а иногда и отдельно на поверхности.
Сама по себе форма этих образований не проливает однозначный свет на их происхождение. Как сказал доктор Гэп Мак-Свиден, член научной команды марсохода «Оппортьюнити» из университета Теннесси, Ноксвилл, — «Образование округлых форм может быть вызвано множеством простых геологических процессов». К таким процессам можно отнести подводную аккрецию, однако наличие пор в сферулах свидетельствует о возможности альтернативных способов образования посредством ударов метеороидов или вулканических извержений, которые, по словам доктора Мак-Свидена, являются более вероятными.

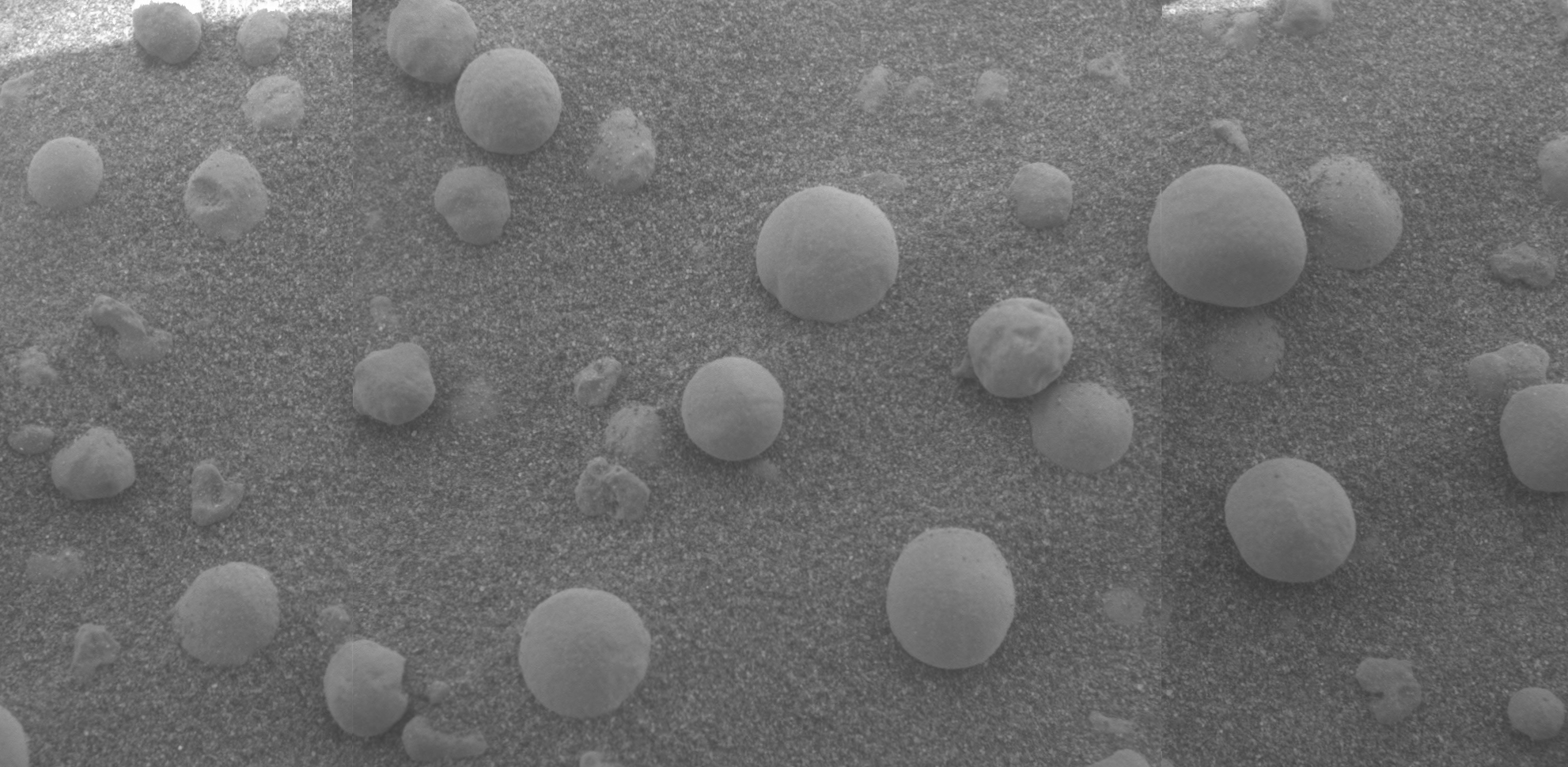
Мозаичное изображение демонстрирует отдельные сферулы, частично встроенные в матрицу, рассыпанные на поверхности слоя (более мелких) зёрен грунта.

Например, на Луне Аполлон-12 в Океане Бурь и Аполлон-14 в Море Дождей (тёмный кратер, который занимает значительную часть лицевой стороны Луны) нашли похожие сферулы в образцах лунного грунта. Размерам они варьировались от менее чем 100 микрометров до более чем 250 микрометров, а их свойства соответствовали тем, которые ожидалось увидеть при образовании от метеоритных столкновений.
«Мы видим эти странные округлые объекты, которые называем „сферулами“, они внедрены в скальное обнажение, словно черничины на поверхности маффина. Обнажение подвергается эрозии под действием ветра с песком, а сами сферулы (которые, похоже, лучше противостоят эрозии, чем остальное обнажение) выпадают из него и скатываются вниз по склону. Странно», — сказал доктор Стив Сквайрес. По его словам (из пресс-конференции, состоявшейся 9 февраля), эти сферы могли образоваться, когда расплавленные породы распылялись в воздух в результате вулканической деятельности или метеоритного удара. Или же они могли быть конкрециями, или аккумулированным материалом, который сформировался из минералов, происходящих из растворов, при просачивании воды сквозь породу.
Сферулы можно обнаружить не только на поверхности, но и в глубине марсианского грунта. Разница между ними и найденными на поверхности — в очень блестящей поверхности, создающей сильные, ослепительные блики, которые придавали этим шарикам яркий, словно отполированный вид. 2 марта учёные миссии «Оппортьюнити» сообщили о проведении оценки распространения сферул в скальной основе. Они обнаружили, что сферулы распространяются наружу равномерно и неравномерно внутри отдельных скал, но не в отдельных геологических слоях. Это свидетельствует в пользу их местного происхождения, поскольку если бы их происхождение было связано с периодами вулканической активности или метеоритных столкновений, можно было бы ожидать, что они будут формировать отдельные слои со сферулами, как «историческая запись» каждого такого события. Эти наблюдения были добавлены в список доказательств существования воды в жидком состоянии в этой местности, где, как считается, и были сформированы сферулы.